# Takhat (XIX dinastia)
Takhat (fl. XII secolo a.C.) è stata una regina egizia della XIX dinastia, madre del faraone usurpatore Amenmesse (ca. 1202 a.C. - 1199 a.C.) e della regina Tausert (1191 a.C. - 1189 a.C.) che, con i titoli propri di un faraone, fu l'ultimo sovrano della XIX dinastia.

## Famiglia
Non si hanno molte notizie circa la regina Takhat; è soprattutto nota in quanto madre di Amenmesse e Tausert, due protagonisti della caduta della XIX dinastia. Ebbe i titoli di Figlia del re e Sposa del re e si potrebbe trattare della stessa Takhat menzionata come figlia di Ramesse II su di un ostrakon al Museo del Louvre. Sarebbe stata, così, zia di Seti II (di cui Ramesse II era nonno) - ma siccome si tratterebbe una delle figlie più giovani di Ramesse II, è possibile che fosse all'incirca coetanea di Seti II, o perfino più giovane. Ma è anche possibile che fosse una nipote abiatica di Ramesse II: esistono esempi, sebbene non molto comuni, di nipoti di re fregiate del titolo di Figlia del re. Andò in sposa a Merenptah, tredicesimo figlio e successore di Ramesse II, oppure allo stesso Seti II. 

## Biografia

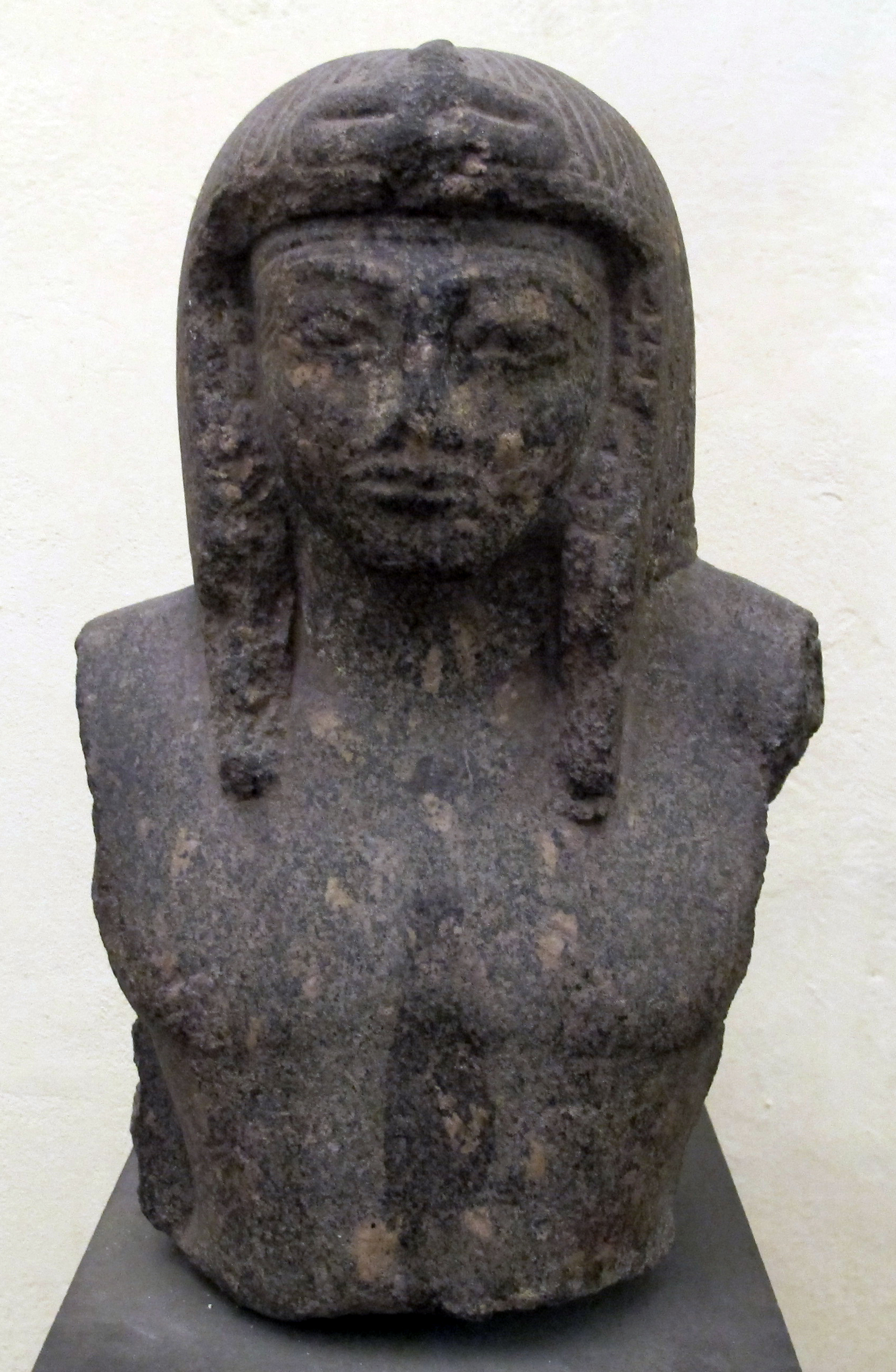
Busto di Seti II, forse zio e sposo di Takhat. Museo archeologico nazionale di Firenze.

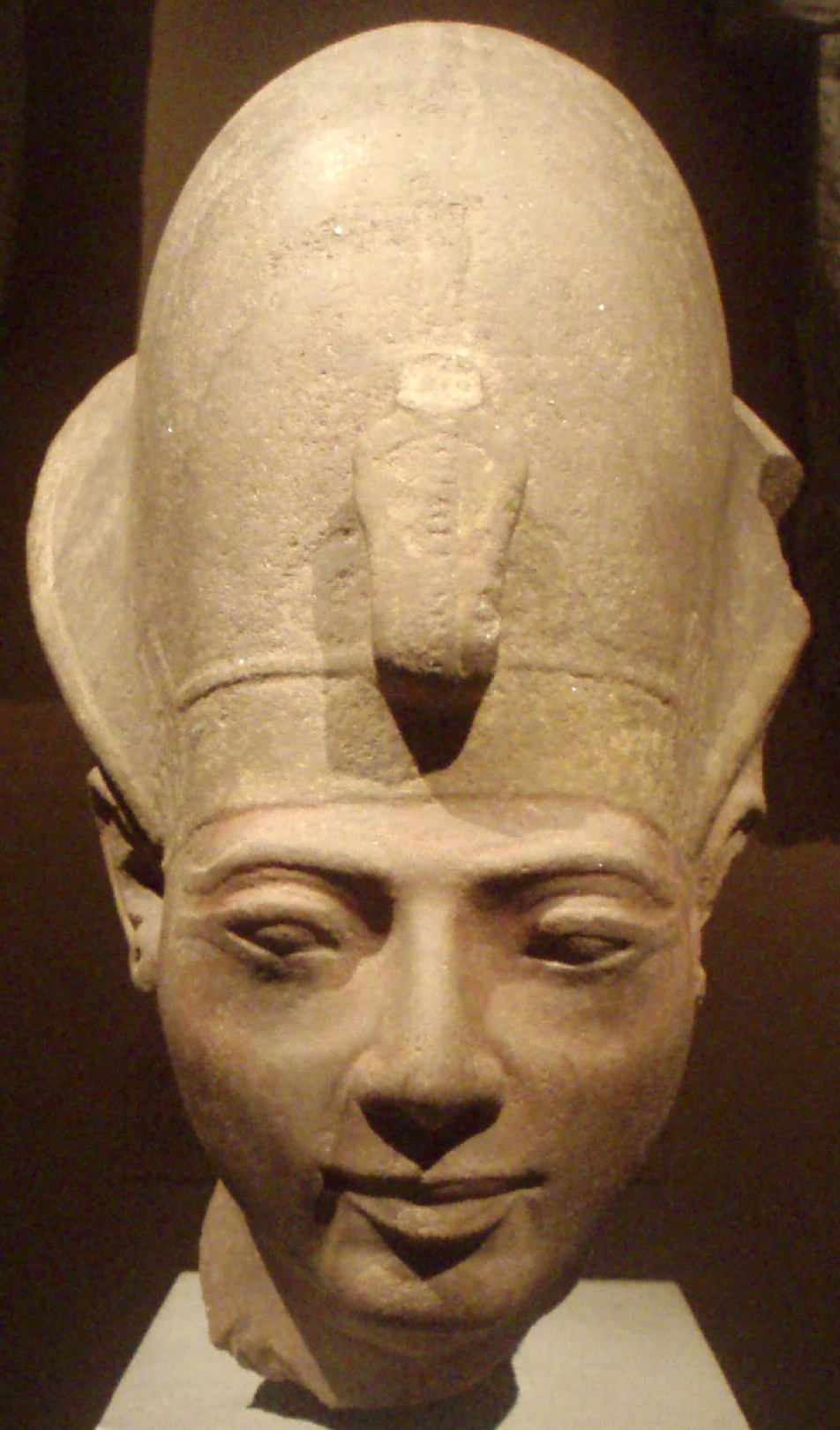
Testa del faraone usurpatore Amenmesse, figlio di Takhat. Metropolitan Museum of Art, New York.

Takhat compare in varie sculture raffiguranti Amenmesse, due delle quali furono erette nel complesso templare di Karnak. Su una di queste, tuttora in loco, Takhat è menzionata come Figlia del re e Sposa del re (la parola Sposa ha sostituito l'originale Madre, come suggerisce l'osservazione della statua). Secondo una teoria formulata dagli egittologi Aidan Dodson e Dyan Hilton, il titolo sul reperto fu modificato quando Seti II, erede legittimo, riconquistò il trono e si appropriò dei monumenti dell'usurpatore Amenmesse: ciò potrebbe provare che, o Takhat sposò Seti II quando divenne faraone, o che i due si erano sposati precedentemente. Quest'ultima ipotesi implica che Amenmesse fosse figlio di Seti II: avrebbe perciò cercato di usurpare il potere del proprio padre. Questa teoria sarebbe avvalorata dall'altra statua di Karnak, oggi al Cairo, sulla quale Takhat è ancora nominata Figlia del re e Sposa del re, ma senza traccia di modifiche o riadattamenti in quel punto, mentre il nome del faraone ne sostituisce chiaramente un altro. Secondo Dodson e Hilton, quest'ultima scultura fu commissionata da Seti II, poi usurpata da Amenmesse, che sostituì il proprio nome a quello di Seti, il quale, a sua volta, quando prevalse su Amenmesse, ripristinò la versione originale con il proprio nome. Secondo un'altra teoria, Seti II non sposò mai Takhat e modificò la sua titolatura sulle statue solamente per cancellare ogni traccia del regno illegittimo di suo figlio Amenmesse.

## Sepoltura
Forse fu sepolta nella tomba di Amenmesse, nella Valle dei Re. Il suo sarcofago apparteneva originariamente a una principessa a regina di nome Anuketemheb, per altri versi sconosciuta (forse una figlia di Ramesse II menzionata nel Tempio di Luxor, ma del cui nome si è conservata solo la parte [...]heb). La tomba fu poi usurpata da due membri della famiglia di Ramesse IX (ca. 1129 a.C. - 1111 a.C.): sua madre Takhat e la sua Grande sposa reale Baketurel. Un tempo si credeva che quest'ultima fosse stata la Grande sposa reale di Amenmesse, ma lo studio dei riutilizzi della tomba successivi alla morte del faraone usurpatore ha permesso di appurare che Baketurel visse in un'epoca successiva.